# Jiangxi
Jiangxi (kinesisk: 江西, pinyin: Jiāngxī, Wade-Giles: Chiang-hsi) er en provins i Folkerepublikken Kina strækkende fra bredden af Yangtze i nord til bjergrige egne i syd. Provinshovedstaden er Nanchang.
Jiangxi grænser til Anhui i nord, Zhejiang i nordøst, Fujian i øst, Guangdong i syd, Hunan i vest og Hubei i nordvest.

## Administrativ inddeling
Jiangxi er inddelt i  elleve byer på præfekturniveau:
| #  | Navn       | Hanzi    | Pinyin         | Administrationsby  |
| -- | ---------- | -------- | -------------- | ------------------ |
| 1  | Nanchang   | 南昌市   | Nánchāng Shì   | Donghu District    |
| 2  | Fuzhou     | 抚州市   | Fǔzhōu Shì     | Linchuan District  |
| 3  | Ganzhou    | 赣州市   | Gànzhōu Shì    | Zhanggong District |
| 4  | Ji'an      | 吉安市   | Jí'ān Shì      | Jizhou District    |
| 5  | Jingdezhen | 景德镇市 | Jǐngdézhèn Shì | Zhushan District   |
| 6  | Jiujiang   | 九江市   | Jiǔjiāng Shì   | Xunyang District   |
| 7  | Pingxiang  | 萍乡市   | Píngxiāng Shì  | Anyuan District    |
| 8  | Shangrao   | 上饶市   | Shàngráo Shì   | Xinzhou District   |
| 9  | Xinyu      | 新余市   | Xīnyú Shì      | Yushui District    |
| 10 | Yichun     | 宜春市   | Yíchūn Shì     | Yuanzhou District  |
| 11 | Yingtan    | 鹰潭市   | Yīngtán Shì    | Yuehu District     |

De 11 præfekturer i Jiangxi er inddelt i 99 enheder på amtsniveau, som så igen er inddelt i 1.548 enheder på byniveau

## Myndigheder
Den regionale leder i Kinas kommunistiske parti er Liu Qi. Guvernør er Yi Lianhong, pr. 2021.
- Wikimedia Commons har flere filer relateret til Jiangxi

27°18′N 116°00′Ø / 27.3°N 116°Ø